# 科達爾山
73°10′S 161°50′E / 73.167°S 161.833°E
科達爾山是南極洲山峰，位於維多利亞地的彭內爾海岸，處於萊肯山和錫昆斯山之間，由新西蘭的探險隊命名，現時由南極條約體系管理。